# José Pablo Moncayo
José Pablo Moncayo García est un pianiste et compositeur mexicain né à Guadalajara le 29 juin 1912 et mort à Mexico le 16 juin 1958. Son œuvre la plus connue reste Huapango écrite en 1941, en pleine période romantique du renouveau nationaliste mexicain. Il est un disciple des compositeurs José Gerardo Chávez, Candelario Huízar et Aaron Copland. Il est membre du « Groupe des quatre » avec Blas Galindo, Daniel Ayala Pérez et Salvador Contreras. Il a produit certains des chefs-d'œuvre qui symbolisent le mieux l'essence des aspirations nationales, ainsi que les contradictions du Mexique du XXe siècle.

## Biographie
Il est originaire de Guadalajara dans l'État de Jalisco au Mexique et a étudié le piano dans son enfance. Il arrive avec sa famille à Mexico à l'âge de six ans et commence ses études de piano,. 
Il entre au Conservatoire de Mexico où il poursuit ses  études de piano avec Hernandez Moncayo et étudie la composition avec Carlos Chavez. Afin de payer ses études, il travaille comme pianiste dans des cafés, des boîtes de nuit et des stations de radio, accompagnant des chanteurs à la mode. 
L'un des premiers emplois professionnels de Moncayo était en tant que percussionniste avec l'Orchestre symphonique de l'État du Mexique. En 1948, il compose son seul opéra "La Mulata de Córdoba" en un acte, qui sera créé le 23 octobre de la même année au Palacio de Bellas Artes dirigé par le compositeur lui-même. Il a ensuite dirigé l'Orchestre symphonique national de Mexico de 1949 à 1952. Il a également été invité à étudier avec le compositeur américain Aaron Copland.
Moncayo meurt le 16 juin 1958 d'une maladie du péricarde à Mexico. Avec sa mort se termine la période musicale connue sous le nom de nationalisme mexicain.

## Œuvres
- Amatzinac, suite d'orchestre 1935 ;
- Huapango, 1941[6];
- Sinfonía, 1944 ;
- Sinfonietta, 1945 ;
- Homenaje a Cervantes (« Hommage à Cervantes »), concerto pour deux hautbois et orchestre à cordes 1947 ;
- La mulata de Córdoba, opéra 1948 ;
- Tierra de temporal,  ballet 1949 ;
- Muros verdes, pour piano 1951 ;
- Cumbres 1953 ;
- Bosques 1954.

## Sources
- Torres-Chibrás, Armando Ramón. 2002. "José Pablo Moncayo, Mexican Composer and Conductor: A Survey of His Life with a Historical Perspective of His Time." DMA diss., University of Missouri, Kansas City. Ann Arbor, MI: University Microfilms International.  (ISBN 0-493-66937-X)
- Torres-Chibrás, Armando. 2009. José Pablo Moncayo: Mexico's Musical Crest. Cologne: LAP Lambert Academic Publishing.
- Zepeda Moreno, José Kamuel. 2005. Vida y obra de José Pablo Moncayo.  Guadalajara, Jalisco, México: Gobierno de Jalisco, Secretaría de Cultura.